# كونستانتين رادوليسكو
كونستانتين (كوستيل) رادوليسكو (بالرومانية: Constantin Rădulescu)‏ (5 أكتوبر 1896 - 31 ديسمبر 1981) لاعب كرة قدم روماني وصل للشهرة في حقبة العشرينات والثلاثينات . تم اختيار رادوليسكو عدة مرات كمدرب، مدير، أو إداري لصالح الاتحاد الروماني لكرة القدم في الفترة من 1923 و1938.

## الحرب العالمية الأولى
انضم رادوليسكو إلى صفوف الجيش الروماني ضابطا خلال الحرب العالمية الأولى في الجبهة القتالية لمعركة ماراشتي في الفترة من 1916 إلى 1918 حيث تعرض حينها لإصابة في الذراع الأيمن وفي سنة 1919 لعب في مركز حارس مرمى في صفوف منتخب رومانيا الذي شارك في دورة ألعاب التحالف العالمي التي أقيمت في العاصمة الفرنسية باريس.
بعد نهاية الحرب لعب رادوليسكو في نادي أوليمبيا بوخارست وترايكولور بوخارست حتى اعتزاله في سنة 1923. بعد الاعتزال قرر التوجه للتحكيم، التدريب، والإدارة وانضم إلى الاتحاد الروماني لكرة القدم في 1930 الذي استحدث لجنة من أجل تطوير لعبة كرة القدم في بلاده . شارك إداريا لمنتخب بلاده في 18 مباراة دولية بينما تولى تدريبه في 24 مباراة دولية في الفترة من 1923 إلى 1940 . بعد نهاية الحرب العالمية الثانية توجه إلى مهنة التحكيم وقام بقيادة 200 مباراة في الدرجة الأولى و102 مباراة دولية بين الأندية و11 مباراة دولية بين منتخبات في فترة استمرت عشرين سنة.

## تدريب منتخب رومانيا
تولى تدريب منتخب رومانيا في مشاركاته الأولى في بطولة كأس العالم لكرة القدم التي أقيمت في الأوروغواي ، إيطاليا ، و فرنسا . بداية المهمة كانت في سنة 1929 عندما حل محل تيوفيل موراريو الذي قاد منتخب رومانيا لهزيمة كبيرة من منتخب يوغوسلافيا في شهر أكتوبر. أثناء بطولة كأس العالم كان مساعده هو أوكتاف لوتشيد. نتيجة للخسارة مجددا من منتخب يوغوسلافيا في مايو 1930 قرر رادوليسكو استبعاد إميريتش فوغل من حمل شارة قيادة المنتخب وتسليمها لمهاجم يوفنتوس بوخارست رودولف ويتزر .

## الأوروغواي 1930
مازالت أسباب مشاركة منتخب رومانيا في بطولة كأس العالم الأولى غير معلومة ولكن رادوليسكو اشترك كحكم راية في مباريات الأرجنتين والأوروغواي عندما لا يلعب منتخب رومانيا . (أوليسيس سوسيدو مدرب منتخب بوليفيا كان يقوم بمهمة حكم الساحة في الأدوار النهائية) .
مازال تأثير ملك رومانيا كارول الثاني في اختيار اللاعبين محل اختلاف . ذكر الاتحاد الدولي لكرة القدم أن الملك كارول منح اللاعبين 3 أشهر إجازة براتب من وظائفهم . الملك نفسه كان يعتبر أحد مدربي المنتخب.

## الأولمبياد الشتوي 1936
اشترك رادوليسكو في مسابقة الزلاجة الجماعية في دورة الألعاب الأولمبية الشتوية 1936 وحل في المركز الخامس عشر .
ملعب الدكتور كونستانتين رادوليسكو وهو ملعب نادي كلوج تم تسميته باسمه بسبب انجازاته العديدة لصالح كرة القدم الرومانية .

## روابط خارجية
- كونستانتين رادوليسكو على موقع عالم كرة القدم.نت (الإنجليزية)
- كونستانتين رادوليسكو على موقع اللجنة الأولمبية الدولية (الإنجليزية)